# Machimus incisuralis
Machimus incisuralis är en tvåvingeart som först beskrevs av Stanley Willard Bromley 1935.  Machimus incisuralis ingår i släktet Machimus och familjen rovflugor. Inga underarter finns listade i Catalogue of Life.